# Les Cots (Navars)
Les Cots és una masia de Navars (Bages) inclosa a l'Inventari del Patrimoni Arquitectònic de Catalunya.

## Descripció
Edifici civil. Masia orientada al sud-oest. Tipus II de la classificació de J. Danés. La part de la façana ha estat ampliada i reformada obrint un gran cos central d'estil neogòtic. Material de construcció: pedra i rajol.

## Història
L'edifici consta en el fogatge de 1553.